# Chaetomium pachypodioides
Chaetomium pachypodioides är en svampart som beskrevs av L.M. Ames 1945. Chaetomium pachypodioides ingår i släktet Chaetomium och familjen Chaetomiaceae.   Inga underarter finns listade i Catalogue of Life.